# Acanthocephaloides
Genre
Acanthocephaloides est un genre d'acanthocéphales (vers à tête épineuse) de la famille des Arhythmacanthidae.

## Liste des espèces
Selon World Register of Marine Species (20 janvier 2024) :
- Acanthocephaloides claviformis Araki & Machida, 1987
- Acanthocephaloides cyrusi Bray, Spencer-Jones & Lewis, 1988
- Acanthocephaloides delamuri (Parukhin, 1989) Amin, 2013
- Acanthocephaloides distinctus Golvan, 1969
- Acanthocephaloides geneticus Buron, Renaud & Euzet, 1985
- Acanthocephaloides ichiharai Araki & Machida, 1987
- Acanthocephaloides irregularis Amin, Oğuz, Heckman, Tepe & Kvach, 2011
- Acanthocephaloides neobythitis Yamaguti, 1939
- Acanthocephaloides nicoli (Kumar, 1992) Amin, 2013
- Acanthocephaloides plagiusae Santana-Pineros, Cruz-Quintana, Centeno-Chale & Vidal-Martinez, 2013
- Acanthocephaloides rhinoplagusiae Yamaguti, 1935
- Acanthocephaloides spinicaudatus (Cable & Quick, 1954) Pichelin & Cribb, 1999

## Classification
Le nom valide complet (avec auteur) de ce taxon est Acanthocephaloides Meyer (d), 1932.
Acanthocephaloides a pour synonymes :
- Neoacanthocephaloides Cable & Quick, 1954
- Yamagutisentis Golvan, 1969